# ريتفارز روغينز
ريتفارز روغينز (17 أكتوبر 1989 بتوكوموس في لاتفيا - ) هو لاعب كرة قدم لاتفي في مركز الدفاع. شارك مع منتخب لاتفيا تحت 21 سنة لكرة القدم ومنتخب لاتفيا لكرة القدم. أما مع النوادي، فقد لعب مع نادي سكونتو ونادي فنتسبيلس ونادي إيليتشيفيتس ماريوبول.

## وصلات خارجية
- ريتفارز روغينز على موقع الاتحاد الأوربي (الإنجليزية)
- ريتفارز روغينز على موقع اتحاد أوكرانيا (الإنجليزية)
- ريتفارز روغينز على موقع قاعدة بيانات كرة القدم.إي يو (الإنجليزية)
- ريتفارز روغينز على موقع ناشيونال فوتبول تيمز (الإنجليزية)
- ريتفارز روغينز على موقع Soccerway.com (الإنجليزية)
- ريتفارز روغينز على موقع عالم كرة القدم.نت (الإنجليزية)